# Obraz Matki Bożej Bruśnickiej

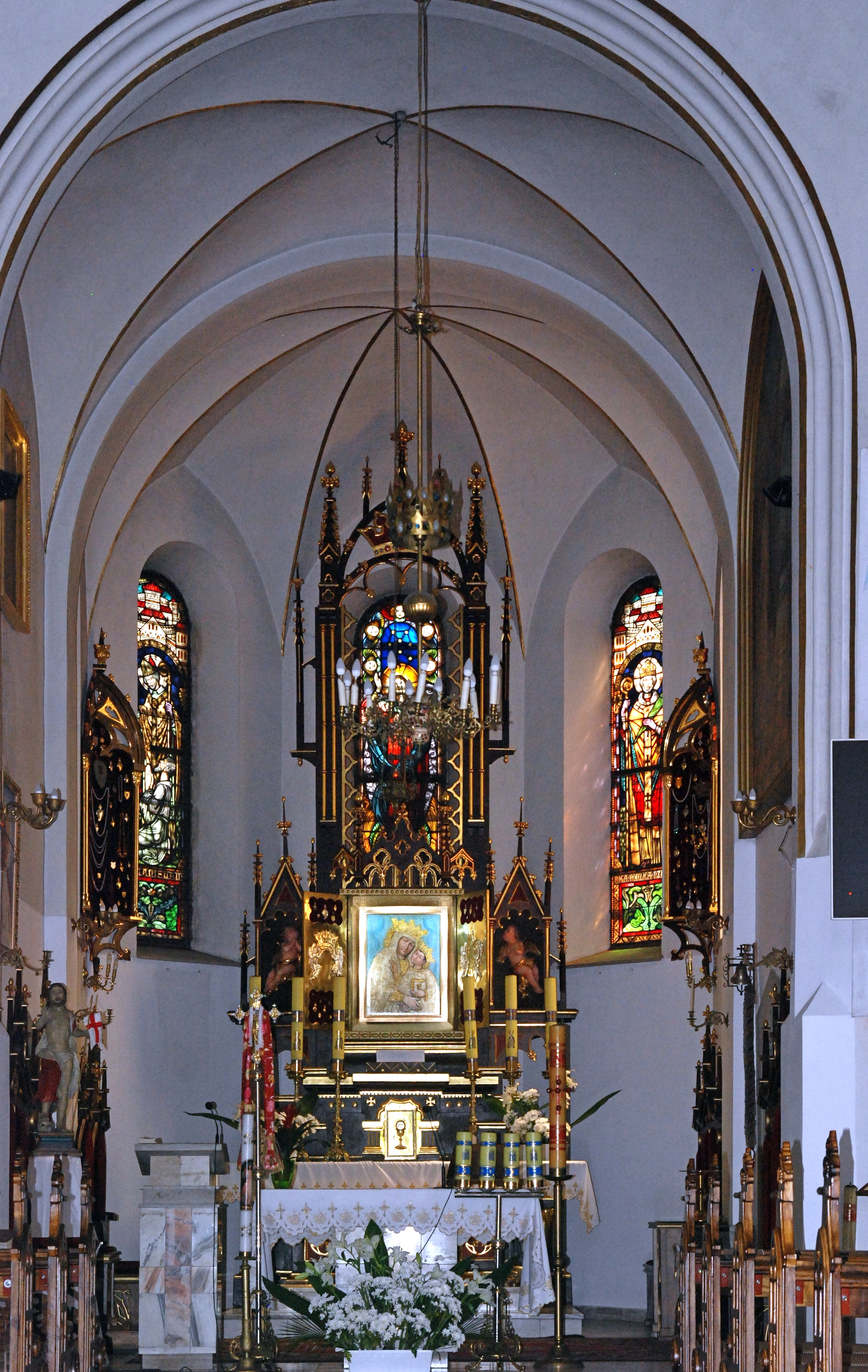
Ołtarz główny z łaskami słynącym obrazem NMP (2018).

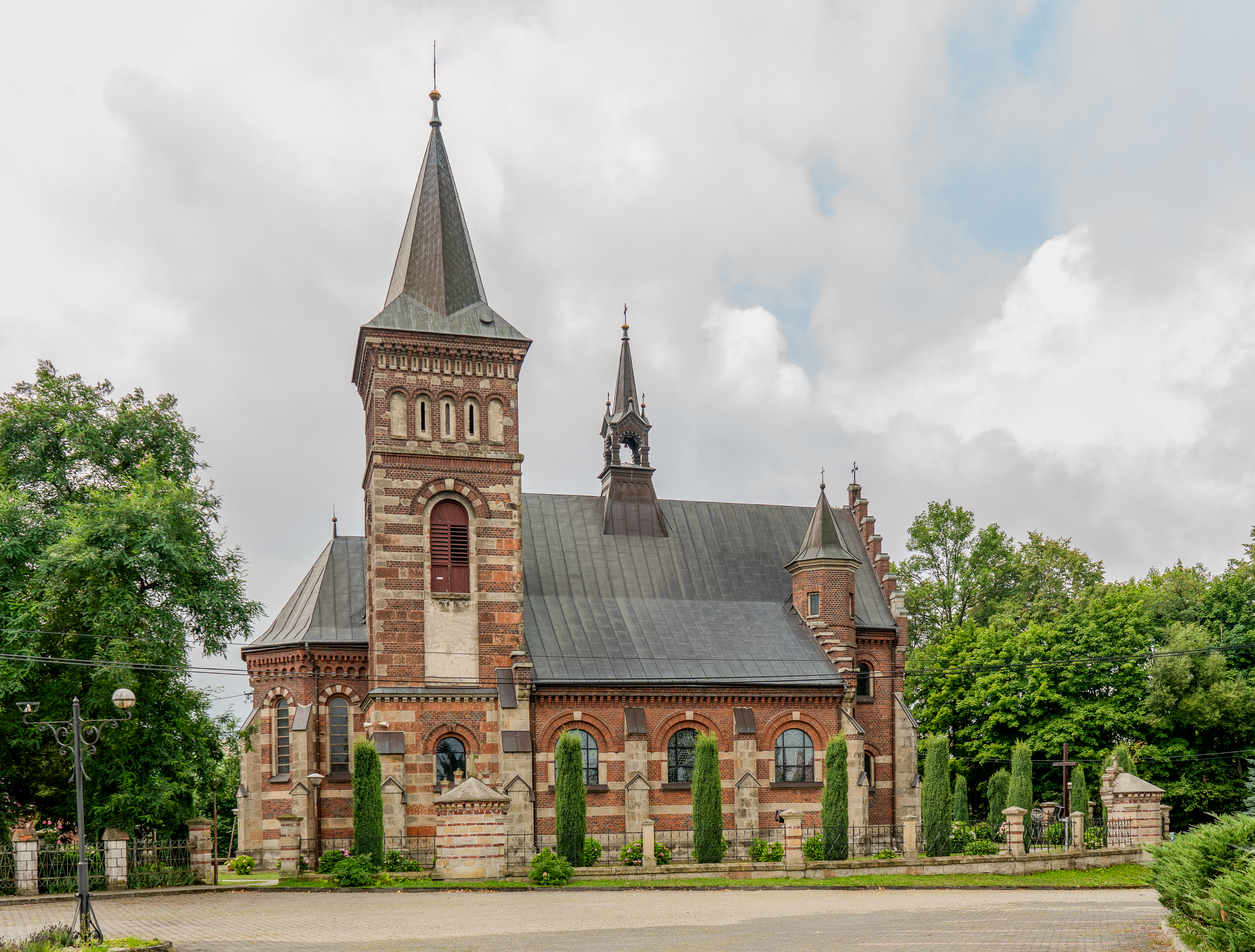
Sanktuarium Matki Bożej Bruśnickiej (2024).

Obraz Matki Bożej Bruśnickiej (Matki Bożej Wniebowziętej) – obraz Matki Bożej z Dzieciątkiem, w typie hodegetrii, określany w Kościele katolickim jako łaskami słynący, znajdujący się w kościele Wniebowzięcia NMP (sanktuarium Matki Bożej Bruśnickiej) w Bruśniku, w województwie małopolskim, w powiecie tarnowski, w gminie Ciężkowice. 
Obraz Matki Boskiej znajduje się w głównym ołtarzu kościoła parafialnego. Obraz otoczony jest kultem, czego świadectwem są wota ofiarowane przez wiernych. 

## Historia obrazu
Obraz został namalowany na trzech deskach lipowych, dwóch szerszych i jednej węższej. Ma wymiary 85 cm wysokości i 60 cm szerokości. Autor obrazu jest nieznany. Obraz powstał na przełomie XV/XVI wieku (prawdopodobnie ok. 1500 r.). Potwierdza to ekspertyza obrazu z roku 1944, którą przeprowadził dr Józef Dudkiewicz (konserwator) zabezpieczający obraz przed zniszczeniem od robaków w drewnie poprzez impregnację desek. Obraz Matki Boskiej został trzykrotnie przemalowywany. Pierwszy raz zmieniono w obrazie: tło, ręce oraz twarz, a na wizerunek Maryi założono sukienki z drzewa lipowego z rytymi ornamentami i złoceniami. Na namalowane korony nałożono metalowe korony. Pod koniec XVIII wieku obraz przemalowano po raz drugi. W latach 1963–1995 odbyły się zabiegi polegające na zabezpieczeniu i powracaniu do pierwotnej formy obrazu. Usunięto wówczas: drewnianą sukienkę i metalowe korony. Obraz przeszedł również zabiegi uzupełnienia braków na rękach Matki Bożej i twarzy. W 1978 roku konserwator Karol Pustelnik dokonał renowacji obrazu. W 1980 r. metaloplastyk Zygmunt Bieniak z Rytra wykonał dla ochrony przed zniszczeniem obrazu pancerną i ogniotrwałą osłonę. W 2024–2025 odbyła się kolejna konserwacja obrazu wykonana przez pracownię ARTE Konserwacja Dzieł Sztuki Anny Szczepaniak. Podczas tej konserwacji wykonano wiele badań mikroskopowych, zdjęć rentgenowskich oraz techniczne próbki i odkrywki. Odkryto m.in. szczątkowo zachowane pierwotne kolory i ustalono pierwszy szkic wizerunku, który powstał przed malowaniem. W tym czasie powołano kilka komisji konserwatorskich, które uzgadniały postęp prac. Podczas konserwacji obraz powrócił do pierwotnej formy i kolorów: ściągnięto z wizerunku masę gipsową imitującą złoto (gipsową sukienkę), usunięto m.in. seledynowo-niebieske tło i promienne aureole wokół głów oraz usunięto pękniecie na obrazie. 

## Opis wizerunku
Postać Matki Bożej Bruśnickiej znajduje się w pozycji siedzącej (lekko schylonej ku Jezusowi) trzymając na kolanach Dzieciątko Jezus. Jej dłonie się krzyżują. Jedna przypomina rękę młodej kobiety, zaś druga to dłoń osoby w starszym wieku (spracowana dłoń tj. symbol trudnego, pracowitego życia). Twarz Matki Boskiej i Dzieciątka przedstawia jednocześnie: łagodność, powagę, smutek i zadumę. Postacie te przedstawione są na ciemnym granatowym tle. Maryja jest ubrana w czerwoną suknię (symbol miłości i cierpienia), którą razem z włosami zakrywa niebieski płaszcz (kolor symbolizujący czystość i niewinność). Dzieciątko siedzi na kolanach Maryi, trzymając w lewej ręce książkę (prawdopodobnie Pismo Święte), ubrane w złote szaty (symbolizują boskość, chwałę i wieczność). Dwa palce z prawej rączki Jezusa są uniesione w górę w geście błogosławieństwa. Dwa zgięte palce Jezusa wskazują na dwie natury: boską i ludzką a trzy wzniesione palce oznaczają Trójcę Przenajświętszą (Ojca, Syna i Ducha św.). Na głowie Madonny i Dzieciątka są namalowane złote korony.

## Kult Matki Bożej
Pierwsza wzmianka o cudownym obrazie jako uprzywilejowanym pochodzi z 1694 roku, a spis wotów na rok 1777 jest bardzo duży. W 1797 liczne wota zostały zabrane przez rząd austriacki. Liczba wotów wokół obrazu wciąż się powiększa, co oznacza, że kult Maryi z Bruśnika wciąż trwa i się rozwija. W roku 1743 została założona specjalna Księga Łask. Jedna z legend głosi, że w 1870 roku w czasie panowania cholery, Matka Boża miała objawić się proboszczowi ks. Józefowi Nowakowi i powiedzieć, że na jednym z domów zakończy się ta choroba. O kulcie Maryi z Bruśnika świadczą liczne pisemne podziękowania m.in. za opiekę w czasie ostatnich wojen i cudowne uzdrowienia. Zostały ułożone pieśni do Matki Bożej przez Boguchwała Ludomira Mariampolskiego i innych ludowych poetów (Inwentarz kultu maryjnego w diecezji tarnowskiej wyliczył 10 pieśni). W 1954 r. kościół posiadał status sanktuarium maryjnego (jubileuszowego) w Roku Maryjnym.  
Matka Boża czczona jest w Bruśniku od ponad 300 lat. Kościół pod Jej wezwaniem został ogłoszony sanktuarium maryjnym w dniu 15 sierpnia 2014 r. przez bpa tarnowskiego Andrzeja Jeża. Przed wizerunkiem Wniebowziętej Bruśnickiej Pani co środę odbywa się nieustająca nowenna maryjna z odczytywaniem próśb i podziękowań oraz nabożeństwo pierwszych sobót miesiąca. 13 dnia miesiąca (maj – październik) w sanktuarium celebrowane jest nabożeństwo fatimskie. W sierpniu odbywa się kilku dniowy odpust, centralny dzień to 15 sierpnia (Wniebowzięcie NMP). Na czas odpustu do Bruśnika przybywają pielgrzymi a także piesze pielgrzymki z okolicy.

## Modlitwa do Matki Bożej Bruśnickiej[14]
Panno Najświętsza w Bruśnickim obrazie – pełna pociechy, dobroci i miłości, prosimy z ufnością – stań się podporą w cierpieniu, po smutku daj radość, po chorobie zdrowie.
Matko Bruśnicka do Syna swego nas prowadź, wypraszaj obfitość łask na życie całe, abyśmy mogli w niebie uczestniczyć w Twej chwale.
Amen.